# Eurytoma fulviscapus
Eurytoma fulviscapus är en stekelart som först beskrevs av Girault 1913.  Eurytoma fulviscapus ingår i släktet Eurytoma och familjen kragglanssteklar. Inga underarter finns listade i Catalogue of Life.